# Канья, Рене
Рене́ Луи́ Викто́р Канья́ (фр. René Louis Victor Cagnat; 10 октября 1852 года, Париж, Франция — 27 марта 1937 года, там же, Франция) — французский историк-антиковед, специалист по латинской эпиграфике и истории римской Африки.

## Биография
Окончил лицей Генриха IV, в 1873 году поступил в Высшую нормальную школу, по окончании которой стал преподавателем в лицее Святого Станислава. Под влиянием Эрнеста Дежардена решил заняться латинской эпиграфикой. В январе 1881 года, незадолго до французского вторжения, отправился в свою первую исследовательскую экспедицию в Тунис. В 1882—1886 годах предпринял ещё три экспедиции, в том числе в 1885 году вместе с Саломоном Рейнаком.
Когда в Коллеж де Франс со смертью в 1887 году Эрнеста Дежардена освободилась кафедра эпиграфики и римских древностей, Эрнест Ренан пригласил Канья занять его место. В 1880 году защитил докторскую диссертацию, которую в 1882 году издал в дополненном виде под названием «Étude historique sur les impôts indirects chez les Romains jusqu'aux invasions des Barbares» («Историческое исследование о косвенных налогах у римлян до нашествий варваров»).
Собственный военный опыт пробудил у Канья интерес к римской военной истории. Капитальная работа об организации римской армии в Африке была издана в 1892 году и посвящена французской Африканской армии. В 1912 году вышло второе, дополненное издание.
В 1885 году опубликовал классический курс латинской эпиграфики, впоследствии неоднократно переиздававшийся. В 1888 году основал эпиграфический ежегодник L'Année épigraphique, в котором, в частности, публиковал собранные в Северной Африке надписи. По просьбе Моммзена подготовил, в сотрудничестве с Иоханнесом Шмидтом и Германом Дессау, эти надписи для публикации в CIL.
В 1891 годах Комитет исторических памятников поручил Канья вместе с архитектором Эмилем Бёсвивалем надзор за музеями Северной Африки и местными эпиграфическими исследованиями. Он регулярно совершал инспекционные и исследовательские поездки, приложил немало усилий для сохранения и восстановления памятников Тимгада, пострадавшего во время подавления алжирского восстания 1848 года. В 1906—1927 годах он участвовал в публикации греческих надписей римского времени (Inscriptiones Graecae ad res Romanas pertinentes).
6 декабря 1895 года Канья был избран членом Академии надписей и изящной словесности на место Жозефа Деренбура, в 1916 году сменил Гастона Масперо на посту постоянного секретаря. Долгое время был директором Journal des Savants. В 1904 году по рекомендации Отто Хиршфельда и Виламовиц-Меллендорфа был избран членом-корреспондентом Прусской академии наук.
Был женат на Женевьеве Оветт (1857—1935), дочери известного индолога Эжена Оветт-Бено.

## Произведения
- Cours d'épigraphie latine (Курс латинской эпиграфики). — P., 1885
- L'armée romaine d'Afrique et l'occupation militaire de l'Afrique sous les empereurs (Римская Африканская армия и военная оккупация Африки при императорах). — P.: Imprimerie nationale, 1892
- Lambèse Архивная копия от 2 апреля 2015 на Wayback Machine (Ламбез). — P.: Leroux, 1893
- Musée de Lambèse Архивная копия от 2 апреля 2015 на Wayback Machine (Музей Ламбеза). — P.: Leroux, 1895
- Timgad, une cité africaine sous l'Empire romain Архивная копия от 27 марта 2015 на Wayback Machine (Тимгад, африканский город при Римской империи; совместно с Э. Бёсвивалем и А. Баллю). —  P.: Leroux, 1895—1905
- Carthage, Timgad, Tébessa et les villes antiques de l'Afrique du Nord Архивная копия от 2 апреля 2015 на Wayback Machine (Карфаген, Тимгад, Тебесса и античные города Северной Африки). — P., 1909, 2e éd. 1927
- Manuel d'archéologie romaine (Учебник римской археологии; совместно с В. Шапо). — P., 1916—1920. Vol. 1, Vol. 2
- Inscriptions latines d'Afrique (Африканские латинские надписи). — P., 1923